# Eriococcus centaureae
Eriococcus centaureae är en insektsart som först beskrevs av Savescu 1985.  Eriococcus centaureae ingår i släktet Eriococcus och familjen filtsköldlöss.
Artens utbredningsområde är Rumänien. Inga underarter finns listade i Catalogue of Life.